# Катете (станция метро)
«Катете» (порт. Catete) — пересадочная станция линий 1 и 2 метрополитена Рио-де-Жанейро. Станция располагается в одноимённом районе Катете в городе Рио-де-Жанейро. Открыта 17 сентября 1981 года.
Станция обслуживает до 20 000 пассажиров в день.
Станция имеет четыре входа со стороны улиц: Rua do Catete, Rua Silveira Martins, Palácio da República и ещё один на Rua do Catete. Первые два предназначены только для пассажиров.

## Окрестности
- Музей Республики во дворце Катете
- Кинотеатр Estação Museu da República
- Музей фольклора